# 方铭
方銘（1921年11月—1981年8月），浙江省寧波市人。中國人民解放軍少將。

## 生平
1938年2月，参加新四军。同年七月加入中国共产党。抗日战争初期，历任新四军江南抗日义勇军排长、连长，新四军苏北指挥部第二纵队九团二三营营长，参加过黄桥战役。1941年春入抗大五分校上干队学习，结业后任新四军第一师二旅六团二营营长。1944年春，任新四军苏中军区特务二团参谋长。
第二次国共内战期间，历任新四军兼山东军区第一纵一旅三团副团长、二团团长。华东野战军第一纵队一师参谋长，第三野战军二十军五十八师参谋长。参加过宿北战役、孟良崮战役、淮海战役、渡江战役等。
中华人民共和国成立初期，历任空军陆战第一师副师长、师长。1954年六月起，任伞兵教导师师长，空军第一军副军长，空降兵第十五军副军长、军长。1964年4月晋升为少将军衔。1967年8月起，任武汉市革委会主任，中共第九届中央候补委员，武汉军区空军副司令员。1981年8月，逝世。